# Kuzeyboru Gençlik ve Spor Kulübü 2022-2023
Questa voce raccoglie le informazioni riguardanti il Kuzeyboru Gençlik ve Spor Kulübü nelle competizioni ufficiali della stagione 2022-2023.

## Stagione
Il Kuzeyboru Gençlik ve Spor Kulübü non utilizza alcuna denominazione sponsorizzata nella stagione 2022-23.
Partecipa per la terza volta alla Sultanlar Ligi, classificandosi al decimo posto. In Coppa di Turchia invece raggiunge i quarti di finale, dove viene eliminato dal Türk Hava Yolları.

## Organigramma societario
Area direttiva
- Presidente: Mustafa Topgaç

Area tecnica
- Allenatore: Kamil Söz (fino a gennaio), Mehmet Bedestenlioğlu (da gennaio)
- Allenatore in seconda: Berk Çanakcı (da gennaio)
- Scoutman: Eray Sertkaya

## Rosa
| N° | Nome                | Ruolo | Data di nascita  | Nazionalità sportiva |
| -- | ------------------- | ----- | ---------------- | -------------------- |
| 1  | Dilek Kınık         | L     | 14 gennaio 1995  | Turchia              |
| 3  | Ana Beatriz Corrêa  | C     | 7 febbraio 1992  | Brasile              |
| 4  | Arelya Karasoy      | P     | 14 dicembre 1996 | Turchia              |
| 5  | Merve Atlıer        | C     | 31 marzo 2000    | Turchia              |
| 7  | Miroslava Paskova   | S     | 16 febbraio 1996 | Bulgaria             |
| 8  | Polina Rahimova     | O     | 5 giugno 1990    | Azerbaigian          |
| 10 | Ezgi Dağdelenler    | S     | 3 novembre 1993  | Turchia              |
| 11 | Annie Mitchem       | S     | 22 aprile 1994   | Stati Uniti          |
| 13 | Sabriye Gönülkırmaz | C     | 17 maggio 1994   | Turchia              |
| 14 | Ceren Cihan         | L     | 3 febbraio 1991  | Turchia              |
| 17 | Nursevil Aydınlar   | P     | 28 novembre 1995 | Turchia              |
| 18 | Yasemin Yıldırım    | C     | 28 gennaio 1995  | Turchia              |
| 20 | Hanna Klimec        | O     | 4 marzo 1998     | Bielorussia          |

## Statistiche

### Statistiche di squadra
| Competizione     | Punti | In casa | In casa | In casa | In trasferta | In trasferta | In trasferta | Totale | Totale | Totale |
| Competizione     | Punti | G       | V       | P       | G            | V            | P            | G      | V      | P      |
| ---------------- | ----- | ------- | ------- | ------- | ------------ | ------------ | ------------ | ------ | ------ | ------ |
| Sultanlar Ligi   | 27    | 13      | 5       | 8       | 13           | 4            | 9            | 26     | 9      | 17     |
| Coppa di Turchia | 5     | 0       | 0       | 0       | 1            | 0            | 1            | 4      | 2      | 2      |
| Totale           | -     | 13      | 5       | 8       | 14           | 4            | 10           | 30     | 11     | 19     |

G = partite giocate; V = partite vinte; P = partite perse

### Statistiche dei giocatori
| Giocatore      | Campionato | Campionato | Campionato | Campionato | Campionato | Coppa di Turchia | Coppa di Turchia | Coppa di Turchia | Coppa di Turchia | Coppa di Turchia | Totale | Totale | Totale | Totale | Totale |
| Giocatore      | P          | PT         | AV         | MV         | BV         | P                | PT               | AV               | MV               | BV               | P      | PT     | AV     | MV     | BV     |
| -------------- | ---------- | ---------- | ---------- | ---------- | ---------- | ---------------- | ---------------- | ---------------- | ---------------- | ---------------- | ------ | ------ | ------ | ------ | ------ |
| M. Atlıer      | 23         | 138        | 65         | 50         | 23         | 4                | 23               | 16               | 7                | 0                | 27     | 161    | 81     | 57     | 23     |
| N. Aydınlar    | 24         | 28         | 8          | 14         | 6          | 3                | 3                | 2                | 1                | 0                | 27     | 31     | 10     | 15     | 6      |
| C. Cihan       | 16         | 0          | 0          | 0          | 0          | 2                | 0                | 0                | 0                | 0                | 18     | 0      | 0      | 0      | 0      |
| A.B. Corrêa    | 10         | 62         | 40         | 14         | 8          | 3                | 26               | 15               | 11               | 0                | 13     | 88     | 55     | 25     | 8      |
| E. Dağdelenler | 26         | 133        | 123        | 5          | 5          | 4                | 27               | 22               | 1                | 4                | 30     | 160    | 145    | 6      | 9      |
| S. Gönülkırmaz | 23         | 42         | 26         | 13         | 3          | 3                | 8                | 2                | 6                | 0                | 26     | 50     | 28     | 19     | 3      |
| A. Karasoy     | 23         | 51         | 14         | 23         | 14         | 4                | 7                | 5                | 1                | 1                | 27     | 58     | 19     | 24     | 15     |
| D. Kınık       | 26         | 0          | 0          | 0          | 0          | 4                | 0                | 0                | 0                | 0                | 30     | 0      | 0      | 0      | 0      |
| H. Klimec      | 25         | 258        | 233        | 10         | 15         | 3                | 20               | 18               | 2                | 0                | 28     | 278    | 251    | 12     | 15     |
| A. Mitchem     | 26         | 324        | 294        | 17         | 13         | 3                | 26               | 25               | 1                | 0                | 29     | 350    | 319    | 18     | 13     |
| M. Paskova     | 25         | 138        | 115        | 13         | 10         | 4                | 33               | 30               | 3                | 0                | 29     | 171    | 145    | 16     | 10     |
| P. Rahimova    | 24         | 276        | 235        | 18         | 23         | 3                | 83               | 70               | 8                | 5                | 27     | 359    | 305    | 26     | 28     |
| Y. Yıldırım    | 19         | 93         | 52         | 29         | 12         | 3                | 8                | 4                | 4                | 0                | 22     | 101    | 56     | 33     | 12     |

P = presenze; PT = punti totali; AV = attacchi vincenti; MV = muri vincenti; BV = battute vincenti